# Exaeretodon
Genre
Exaeretodon est un genre éteint de cynodontes ayant vécu durant la période du Trias. Ces herbivores de la famille des Traversodontidae ont été retrouvés dans diverses formations géologiques d'Amérique du Sud et de l'Inde.

## Liste d'espèces
Selon Paleobiology Database (30 janvier 2021) :
- Exaeretodon argentinus Bonaparte, 1962 - Argentine - formation d'Ischigualasto, datée du Carnien (Trias supérieur)
- Exaeretodon major (Huene, 1936) - Brésil - couches du Ladinien (Trias moyen) de la formation de Santa Maria
- Exaeretodon riograndensis Abdala, Barbarena & Dornelles, 2002 - Brésil - couches du Ladinien (Trias moyen) de la formation de Santa Maria
- Exaeretodon statisticae Chatterjee, 1982 - Inde - formation de Maleri inférieure, âgée du Carnien

Auxquelles certaines sources ajoutent les deux espèces suivantes, de la formation d'Ischigualasto en Argentine et datées du Carnien (Trias supérieur) :
- Exaeretodon frenguelli Cabrera, 1943 - espèce type
- Exaeretodon vincei (Bonaparte, 1963)